# Pseudo-Cesi Bas
Sota el nom de Ars Caesii Bassi de Metris es conserva en uns manuscrits un petit tractat de mètrica, en general considerat de poc valor, que tradicionalment havia estat assignat al poeta i gramàtic Cesi Bas, però que actualment hom considera un resum parcial d'una obra original seva. L'obra apareix a la Grammaticae Latinae Auctores Antiqui de Putschius. Convencionalment, hom anomena l'autor d'aquest opuscle Pseudo-Cesi Bas.